# Le Cochon danseur
Le Cochon danseur (Brasil: O Porco Dançarino ) é uma curta-metragem muda burlesca francesa produzida pelo estúdio Pathé em 1907, com base numa peça teatral do género vaudeville. No filme, um porco antropomórfico gigante, vestido formalmente, está a dançar com uma mulher, que o deixa tímido por rasgar as suas roupas. Os dois começam por dançar juntos, e depois caminham para atrás das cortinas.
A curta-metragem tornou-se notória em 2007 por ser considerada "involuntariamente assustadora", tornando-se um fenómeno da Internet e uma creepypasta.